# Ja tože ego ljublju
Ja tože ego ljublju (in russo Я тоже его люблю?) è un singolo della cantante russa Irina Dubcova e della cantante russo-statunitense Ljubov' Uspenskaja, pubblicato il 18 marzo 2014 su etichetta discografica Studija Monolit.

## Video musicale
Il video musicale, diretto da Aleksej Golubev, è stato reso disponibile il 13 marzo 2014.

## Tracce
Testi e musiche di Irina Dubcova.
Download digitale
1. Ja tože ego ljublju – 4:04

## Classifiche
| Classifica (2014) | Posizione massima |
| ----------------- | ----------------- |
| Russia            | 82                |
| Ucraina           | 11                |

## Riconoscimenti
- 2014 – Šanson goda[6]